# Mateiu Caragiale
Mateiu Ion Caragiale (Bucarest, 25 marzo 1885 – Bucarest, 17 gennaio 1936) è stato uno scrittore e poeta rumeno.
È conosciuto per aver scritto il romanzo Craii de Curtea-Veche, nel quale descrisse l'ambiente dei discendenti dei boiardi nel periodo della Prima Guerra Mondiale. Lo stile di Caragiale, associato al simbolismo, al decadentismo del fin de siècle e al modernismo, fu un elemento di originalità nella letteratura rumena nel periodo interbellico. In opere successive, sperimentò la narrativa poliziesca a livello locale. Tuttavia, non si è d'accordo sul fatto che il suo lavoro abbia prodotto una narrativa completa o solo frammenti. La scarsità di scritti che ha lasciato è contrastata dalla loro acclamazione critica e da un grande, per lo più postumo, seguito.
Caragiale, noto anche come un araldista dilettante, pubblicò sporadicamente le sue opere, cercando invece di imporsi e di intraprendere una carriera nella politica. Fu associato al Partito Democratico Conservatore, e poi alla Lega del Popolo, e alla fine sollevò polemiche sostenendo gli Imperi Centrali durante l'occupazione della Romania. In seguito si concentrò sulla letteratura e, tra la fine degli anni venti e l'inizio degli anni trenta del 900, pubblicò la maggior parte dei suoi testi in prosa sulla rivista Gândirea.
Mateiu era il figlio illegittimo e ribelle dell'influente drammaturgo Ion Luca Caragiale e il fratellastro di Luca Caragiale, poeta d'avanguardia morto nel 1921. Si affiliò al simbolismo rumeno e, per gran parte della sua vita, fu una presenza regolare nel circolo intellettuale formato intorno al ristorante Casa Capșa. I suoi soci includevano Alexandru Bogdan-Pitești, Mărgărita Miller Verghy e il poeta Ion Barbu, che era anche uno dei suoi promotori più dedicati.

## Biografia

### Primi anni
Mateiu Ion Caragiale nacque a Bucarest il 25 marzo 1885 da Ion Luca Caragiale e Maria Constantinescu, una ex impiegata del municipio. Visse i suoi primi anni a casa di sua madre in via Frumoasă, vicino a Calea Victoriei, fino a quando l'edificio venne venduto. Mateiu aveva una sorellastra, figlia di sua madre da un'altra relazione extra-coniugale. Nel 1889, quasi un anno dopo la separazione dalla madre, suo padre sposò Alexandrina Burelly, portando Mateiu nella sua nuova famiglia. Negli anni seguenti, fu progressivamente allontanato da suo padre e, secondo Ecaterina, la figlia più giovane di Ion Luca Caragiale e Alexandrina Burelly, "Mateiu affrontò da solo [suo padre] e lo contraddisse sistematicamente."
Il giovane Caragiale fu mandato al Collegio Sfântul Gheorghe di Anghel Demetriescu a Bucarest, dove scoprì la passione per la storia e l'araldica. In quel periodo fu probabilmente introdotto nel circolo di Demetriescu, che comprendeva il medico Constantin Istrati, lo scrittore Barbu Ștefănescu-Delavrancea, il fisico Ștefan Hepites, il critico letterario Nicolae Petrașcu e l'architetto Ion Mincu. Nel 1901, durante un viaggio estivo a Sinaia dove soggiornò con la famiglia Bibescu, Mateiu conobbe George Valentin e Alexandru Bibescu. In una lettera che scrisse all'epoca, descrisse quest'ultimo come "solamente troppo pazzo e un maniaco frenetico". Il suo libro preferito a 17 anni era L'Arriviste, dello scrittore francese Félicien Champsaur, che, come egli stesso riconobbe, contribuì alla sua visione dell'arrampicata sociale. Nel 1903 con Ion Luca, Burelly e i loro figli, viaggiò attraverso l'Europa occidentale, visitando Austria-Ungheria, Svizzera, Italia e Francia; durante il viaggio, appuntò le impressioni lasciate su di lui dalle varie tendenze artistiche europee.
Nel 1904 suo padre si trasferì a Berlino e portò Mateiu con sé, nella speranza di poterlo persuadere a studiare legge presso l'Università Frederick William, oggi Università Humboldt. Tuttavia, Mateiu passò il suo tempo a leggere ed esplorare la capitale imperiale tedesca. Più tardi si sarebbe riferito a questo periodo usando un termine francese, l'école buissonière. Ecaterina Caragiale disse che uno dei passatempi preferiti di suo fratello era "ammirare gli alberi secolari nel Tiergarten". Insoddisfatto dell'atteggiamento di Mateiu, Ion Luca lo rimandò in Romania nel 1905, dove si iscrisse alla Facoltà di Legge dell'Università di Bucarest, ma la lasciò un anno dopo. Per un breve periodo, il padre di Caragiale affidò anche a Ștefănescu-Delavrancea la supervisione del figlio.

### Conflitti padre-figlio e il debutto letterario

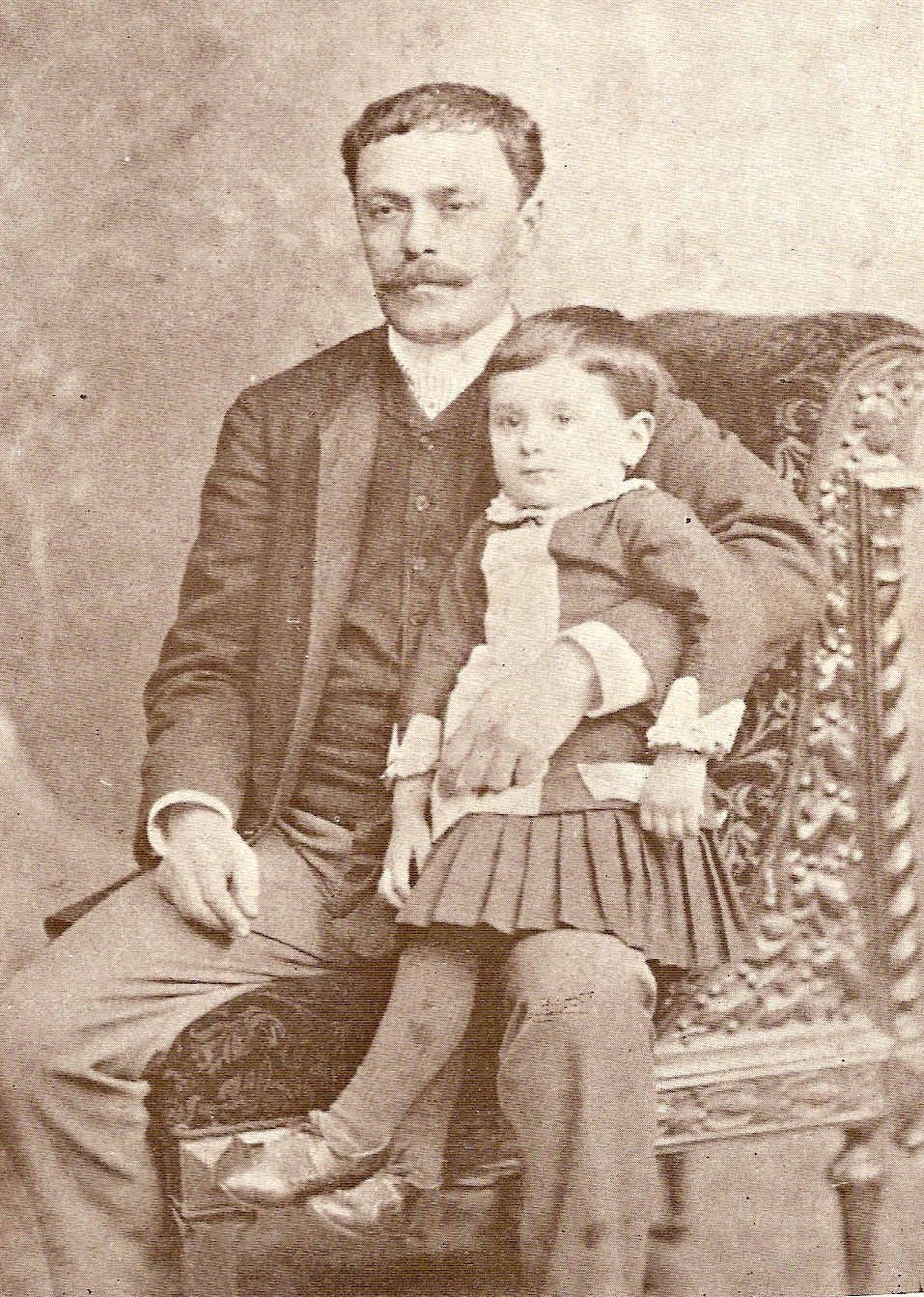
Ion Luca Caragiale con il figlio Mateiu, 1890 circa

Il conflitto con suo padre durò fino a quando quest'ultimo non morì. Lo psichiatra e saggista Ion Vianu, che studiò il loro rapporto con gli strumenti della psicoanalisi, descrisse il sentimento di Mateiu verso Ion Luca come "antipatia, al limite dell'odio" e propose che ciò rifletteva le influenze materne avute durante il breve periodo in cui Maria Constantinescu era stata il suo unico genitore.
La situazione peggiorò molto probabilmente nel 1904, dopo la morte di sua zia Lenci, quando Ion Luca si appropriò dell'eredità di suo figlio e, insieme alla decisione del padre di smettere di mantenerlo, ciò lasciò Mateiu senza una fonte stabile di reddito. In questo modo avrebbe dovuto provvedere alla madre e alla sorella, fino a quando Ion Luca trasferì l'eredità derivante dalla morte dell'altra zia Catinca Momuloaia, alla sua ex amante. Mateiu disse, inoltre, che suo padre gli aveva fatto frequentare l'Università a Berlino senza dargli i soldi per pagare le tasse scolastiche. Qualche tempo dopo il suo ritorno in Romania, iniziò a frequentare il circolo letterario simbolista formato attorno al poeta e agitatore politico di sinistra Alexandru Bogdan-Pitești, che fornì al giovane Caragiale denaro e lo invitò spesso a cena.
Nella primavera del 1907, nonostante le continue tensioni tra padre e figlio, Mateiu, che si stava riprendendo da una grave forma di morbillo, tornò a Berlino, dove risiedeva ancora la famiglia di Ion Luca. Ben presto divenne l'amante di una donna locale, una relazione che secondo quanto riferito portò il padre a dichiararsi scandalizzato. Nel 1909, si iscrisse nuovamente all'Università, ma ancora una volta non riuscì a completare gli studi.
Mateiu Caragiale cominciò a lavorare a Craii de Curtea-Veche nel 1910. Due anni dopo, durante un viaggio a Iași, pubblicò le sue prime 13 poesie nella rivista letteraria Viața Românească, ottenendo le lodi del poeta Panait Cerna e le critiche dello scrittore Tudor Arghezi. Negli anni successivi, Mateiu continuò a scrivere poesie, pubblicate da Constantin Banu nella sua rivista, Flacăra.
Suo padre morì nel giugno del 1912, cosa che, secondo Șerban Cioculescu il quale fece riferimento alla corrispondenza di Mateiu, lo lasciò indifferente.

### Cariche pubbliche
Successivamente Caragiale tornò a Bucarest. Nell'estate del 1912, con l'aiuto del giornalista Rudolf Uhrinowsky, il giovane scrittore fu assunto da un giornale in lingua francese, L'Indépendence Roumaine. Nel mese di ottobre, divenne il capo dello staff del Ministero dei Lavori Pubblici nel secondo esecutivo di Titu Liviu Maiorescu, sotto il ministro Alexandru Bădărău. Intorno al 1908 cominciò a interessarsi alla politica, dopo che suo padre si unì con Take Ionescu e il suo Partito Conservatore-Democratico; all'epoca, criticò le scelte politiche del padre, ma notò comunque che poteva essere utile al suo avanzamento in politica. Subito dopo aver fatto il suo debutto letterario, si scontrò con il padre per aver preso in considerazione una nomina al gabinetto durante l'esecutivo di Ionescu.
Dopo la morte del padre, Mateiu inizialmente pensò di unirsi al Partito Conservatore e chiedere un posto a Grigore Gheorghe Cantacuzino, sindaco di Bucarest e uno stretto collaboratore di Bogdan-Pitești. Tuttavia, arrivò a definire questa posizione come "una cattiva soluzione" e, dopo che Maiorescu e Ionescu formarono un'alleanza, chiese e ottenne con successo un appuntamento da Bădărău. Caragiale in seguito disse:
Questo contraddiceva un altro dei suoi resoconti, in cui confessò che venne ricevuto con indifferenza da Bădărău e che la sua unione ai conservatori-democratici era stata la richiesta di morte del padre.
Assunse l'incarico il 7 novembre 1912, ma, come confessò in seguito, i registri ufficiali furono modificati per far sembrare che fosse stato un funzionario pubblico dal 29 ottobre. Il suo periodo in carica fu descritto dal critico Barbu Cioculescu come un affare blando, Mateiu aveva "esaurito la sua fantasia [politica]" con i suoi sforzi per affascinare Bădărău. Come raccontò più tardi Caragiale, condusse colloqui con una delegazione del Regno di Serbia riguardo l'iniziativa di costruire un ponte sul Danubio per collegare i due Stati. Nel 1913 divenne Cavaliere dell'Ordine della Corona e Cavaliere di II Classe dell'Ordine di Sant'Anna dell'Impero russo. Nel 1913 Caragiale scrisse il racconto Remember, mentre continuava a contribuire a Viața Românească. Anche se la sua carica era dovuta ai conservatori-democratici, Caragiale era ancora vicino a Bogdan-Pitești, il cui quotidiano Seara pubblicò diversi articoli che promuovevano attacchi a Bădărău. Il suo impiego terminò il 17 gennaio 1914, quando il governo nazionale liberale di Ion I. C. Brătianu salì al potere. Secondo Ion Vianu, Caragiale aveva ragione nel ritenere che il suo marginale coinvolgimento negli intrighi politici lo avesse reso un bersaglio per gli avversari di Bădărău.

### Prima Guerra Mondiale
Le note di Caragiale riportano che, durante le fasi iniziali della Prima Guerra Mondiale, quando la Romania era ancora un paese neutrale, il suo amico Bogdan-Pitești agiva come agente politico degli Imperi Centrali e che i soldi che aveva messo a disposizione erano stati forniti da fondi di propaganda tedeschi. Tuttavia, le due figure erano particolarmente vicine tra loro, durante e dopo il 1915 e, nel 1916, visitarono anche Berlino insieme. All'epoca, Caragiale visitò anche il circolo letterario germanofilo istituito da Mărgărita Miller Verghy e prese in prestito 10.000 lei da Bogdan-Pitești, prestito che non restituì mai. Le tendenze germanofile di Caragiale e il tradizionalismo avevano ormai estinto la sua francofilia culturale, e si diffusero voci che egli stesso fosse una spia per l'Impero tedesco.
Mateiu Caragiale era un frequentatore del rinomato ristorante Casa Capșa ed era costantemente circondato da un gruppo ristretto di festaioli, che comprendeva Uhrinowsky e l'aristocratico Gheorghe Jurgea-Negrilești. In seguito si aggiunse l'ammiraglio russo Vessiolkin, il quale era presumibilmente il figlio illegittimo dell'imperatore Alessandro III. Grazie all'intervento di Uhrinowsky, Caragiale divenne un corrispondente per l'agenzia di stampa ottomana Asmanli, un lavoro che tenne per otto mesi. A metà dell'estate del 1916, Caragiale donò una somma di denaro a un fondo che avrebbe dovuto decorare la tomba di Ștefan Luchian al cimitero di Bellu con un busto realizzato dallo scultore Dimitrie Paciurea. Tuttavia, il conflitto mondiale e gli eventi successivi impedirono che ciò avvenisse.
Quando la Romania si unì agli Alleati e iniziò la campagna di Romania, Caragiale scrisse la prima delle tre sezioni di Craii de Curtea-Veche, intitolata Întâmpinarea crailor. Non seguì le autorità e i sostenitori di Take Ionescu mentre si ridistribuivano in Moldavia quando la Romania meridionale cadde nelle mani degli Imperi Centrali e rimase a Bucarest. Era ancora attivo all'interno dei circoli germanofili, compresi quelli che optarono per il collaborazionismo, ed era tenuto in grande considerazione dalle forze occupanti: suo fratello Luca era impiegato nel nuovo apparato amministrativo, ma la promozione di Mateiu al grado di prefetto fu bloccata da Lupu Kostaki. Dopo che il governo di Alexandru Marghiloman firmò il Trattato di Bucarest di fronte agli Imperi Centrali, Mateiu rese noto il suo sostegno per il Partito Conservatore più filotedesco: il 29 giugno 1918 lui e Luca furono tra i firmatari di una lettera indirizzata all'anziano Petre P. Carp, ex leader conservatore, chiedendogli di assumere il governo del paese. Questa scelta politica fu molto controversa e a causa della sua esposizione la carriera politica di Caragiale finì. In un saggio biografico del 1970 su Mateiu Caragiale, Cioculescu attribuì a Mateiu la paternità del documento, e affermò che Luca aveva accettato di partecipare solo a causa delle pressioni di suo fratello.
Nel 1919, mentre Ionescu guadagnava influenza politica attraverso la sua alleanza con la Lega del Popolo, Mateiu divenne capo dell'ufficio stampa del Ministro degli Affari Interni, servendo fino al 1921. Gli scritti successivi mostrano che era profondamente insoddisfatto dell'ufficio e che si risentiva del fatto che Ionescu non gli avesse assegnato l'ufficio diplomatico di console. Rassegnò quindi le dimissioni e lasciò i conservatori-democratici, un'azione che in seguito definì "un grave errore". Caragiale viveva presumibilmente in penuria, avendo una residenza temporanea in varie case nella periferia di Bucarest ed essendo stato cacciato da almeno una di queste dopo non aver pagato l'affitto.
Sempre nel 1921 venne pubblicata una prima bozza di Remember in Viața Românească. La seconda parte di Craii de Curtea-Veche, Cele Trei hagialâcuri, venne scritta sporadicamente tra il 1918 e il 1921. Nel 1923 sposò Marica Sion, figlia del poeta e nobile Gheorghe Sion, diventando così il proprietario di un appezzamento di terreno a Fundulea. Nonostante possedesse terreni in campagna e vivesse una vita confortevole in città, Caragiale confessò una nostalgia verso le case in cui era cresciuto, e soprattutto verso la casa di sua madre a Bucarest.

### Craii de Curtea-Vechee il soggiorno in Italia
Mateiu Caragiale pubblicò Remember come volume l'anno successivo; dal 1922 iniziò a lavorare su Spovedanii, la terza e ultima sezione di Craii de Curtea-Veche che, come raccontò, coincise con "la crisi più terribile" della sua vita. Molte delle sue poesie furono pubblicate in Antologia poeților de Azi, una raccolta del 1925 curata da Perpessicius e Ion Pillat, e furono accompagnate da un ritratto a inchiostro firmato Marcel Janco; all'epoca, Caragiale annunciò che avrebbe pubblicato una serie di poesie con il titolo Pajere.
Tra il marzo del 1926 e l'ottobre del 1928, Gândirea, la rivista di Tudor Vianu, pubblicò a puntate il suo romanzo Craii de Curtea-Veche. Completò le ultime aggiunte al testo nel novembre del 1927, in quanto le prime sezioni erano già in stampa. Dopo il gran successo che ottenne l'ultimo episodio pubblicato su Gândirea, Mateiu disse:
Il critico letterario Eugen Lovinescu, che criticò le successive mosse di Gândirea verso il tradizionalismo e un'ideologia di estrema destra, svolta che coincise con la partenza di Vianu, sostenne che Caragiale era stato un importante guadagno per la sede letteraria. Nella sua convinzione, Caragiale e altri "scrittori di talento" aiutarono la rivista, la quale non aveva un "critico di autorità" al suo timone.
Nel 1926 si radunò con la Lega del Popolo e chiese, senza successo, a Ottaviano Goga di assegnargli una candidatura per un seggio parlamentare durante le elezioni di quell'anno. Nel gennaio del 1928, proseguì nuovamente la sua carriera nella diplomazia e cercò di ottenere una nomina presso il consolato rumeno a Helsinki, in Finlandia; fece visita, così, al ministro degli Esteri Nicolae Titulescu, il quale si trovava a Sanremo. Titulescu lo ricevette all'Hotel Miramare, ma le trattative tra di loro furono inconcludenti. Secondo Perpessicius, il fallimento fu causato dalle avversità che altri politici avevano nei confronti di Caragiale, mentre Ion Vianu sostenne che la causa fu la sua ambizione. Lo scrittore fu comunque soddisfatto dalla sua visita, in quanto rimase profondamente colpito dal paesaggio italiano e, di conseguenza, tentò di creare, usando le sue stesse parole, un'atmosfera di "profonda quiete italiana" nella sua proprietà a Fundulea.
I suoi progetti politici vennero sospesi e Caragiale concentrò le sue energie sull'ottenimento dell'ordine Legion d'onore, diventando alla fine uno dei suoi Chevaliers nel dicembre del 1929. Caragiale stesso disse che ciò era stato reso possibile dall'intercessione di François Lebrun, il corrispondente di Bucarest del giornale Le Matin.

### Gli ultimi anni e la morte

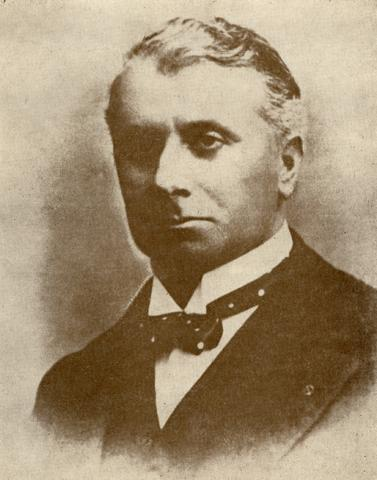
Mateiu Caragiale

Caragiale iniziò a lavorare su Soborul țațelor e sulla storia poliziesca Sub pecetea tainei; entrambi rimarranno incompiuti. La prima bozza di Sub pecetea tainei fu pubblicata da Gândirea nell'aprile del 1930 e nell'aprile del 1933, mentre Soborul țațelor fu mantenuto in tre diverse varianti. In un saggio del 1985, pubblicato successivamente come prefazione per Sub pecetea tainei, il critico letterario Nicolae Manolescu propose che, sebbene la storia non fosse stata completata, la sua trama doveva sembrare volontariamente ambigua, così da portare altri commentatori a supporre, erroneamente, che il testo si fosse concluso bruscamente.
Nel 1931 lo scrittore sperava ancora in un ritorno alla scena politica, questa volta con il Partito Nazionalista Democratico, che salì al potere sotto Nicolae Iorga. Si avvicinò, quindi, al sottosegretario agli Affari Interni Nicolae Ottescu, chiedendo la nomina a prefetto, ma venne rifiutato. Durante lo stesso periodo, Caragiale fu occasionalmente coinvolto in eventi che influenzarono la scena culturale. Nel maggio del 1930 partecipò a un banchetto in onore dell'autore italiano Filippo Tommaso Marinetti, ideologo del Futurismo. Fu organizzato dalla Società degli Scrittori Romeni e dall'Associazione Culturale Italo-Romena e vide la partecipazione di molte altre figure culturali, la maggior parte delle quali erano soci della rivista Contimporanul. Nel gennaio del 1934, il linguista ed editore Alexandru Rosetti firmò un contratto con Caragiale, con il quale quest'ultimo accettava di completare Sub pecetea tainei e di farlo pubblicare dalla casa editrice di Rosetti, Editura Fundațiilor Regale.
Nel corso dello stesso anno cessò la maggior parte delle attività letterarie. Lo scrittore stava probabilmente progettando di trasferirsi a Fundulea rompendo, così, tutti i legami con i suoi coetanei. Nonostante questo brusco cambiamento, Caragiale non aveva completamente abbandonato la sua carriera di scrittore. Nel 1931, la rivista culturale di Oradea, Cele Trei Crișuri, pubblicò le sue memorie intitolate Vechi impresii de spectator. In queste memorie, Caragiale dichiarò di aver raggiunto "una serena maturità". Stava progettando di scrivere una biografia di Albrecht Joseph Reichsgraf von Hoditz, un stravagante nobile della Slesia del XVIII secolo, che venne brevemente menzionato in Cele Trei hagialâcuri, ed era anche interessato alle opere di due scrittori francesi, Antoine Furetière e Honoré de Balzac. All'inizio del 1935, subito dopo aver letto i testi di Stefan Zweig sulla guarigione della fede, descrisse l'effetto che questa lettura ebbe sulla sua vita come:
Mateiu Caragiale morì due anni dopo a Bucarest, all'età di 51 anni, a causa di un ictus. Nonostante il suo esplicito desiderio e l'opposizione della sua vedova, si tennero dei discorsi durante la sua cerimonia funebre, compresi quelli di Alexandru Rosetti e Adrian Maniu. Rosetti e Eugen Lovinescu in seguito raccontarono un incidente insolito scatenato dall'evento: Iancu Vulturescu, amico di Caragiale e frequentatore di Casa Capșa, guardò intensamente il cadavere mentre porgeva i suoi omaggi; più tardi, la sera, si suicidò in una stanza d'albergo.

## La sua visione e vita personale

### Le sue vedute e manierismi

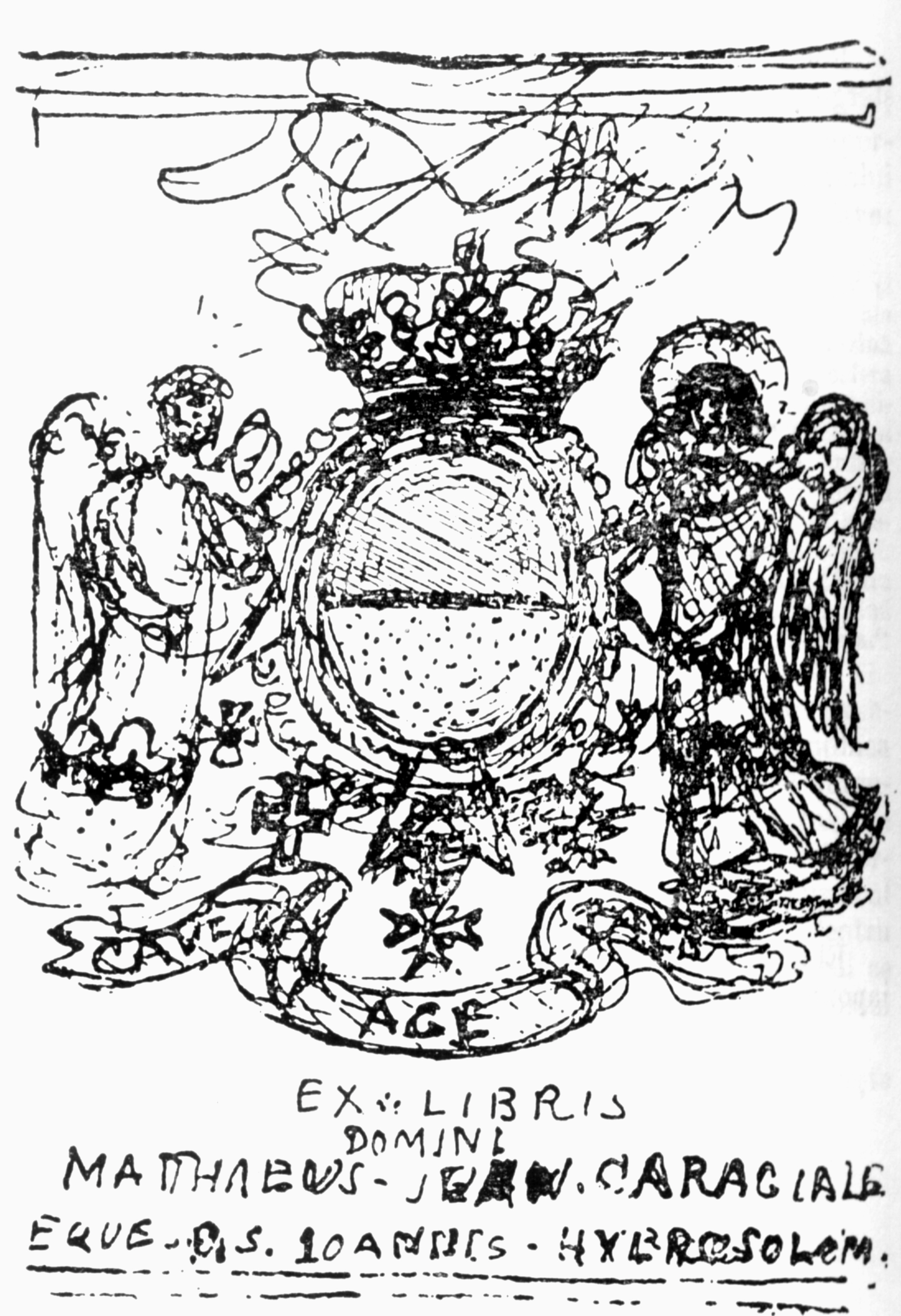
Ex libris di Caragiale, da lui stesso disegnato, il quale mostra lo stemma che aveva progettato per sé

L'interesse di Mateiu Caragiale per l'araldica e la genealogia rispecchiava i suoi gusti e la sua visione del mondo, che sono stati descritti come "snobismo", "estetismo", e "dandismo", così come l'amore per la storia. Sviluppò, inoltre, una curiosità per l'astronomia, la magia, così come per la botanica e l'agronomia, e tenne note dettagliate nelle quali registrava la morte di tutti gli aristocratici rumeni che erano suoi contemporanei.
Queste capacità, così come i suoi gusti, consolidarono la sua reputazione di erudito, nonostante la sua mancanza di studi formali. La coltivazione di obiettivi estetici aveva apparentemente guidato lo scrittore per tutta la sua vita. Allo stesso tempo, era attratto dall'esoterismo, dall'alchimia e da argomenti mistici come la numerologia. Tutti questi interessi furono fondamentali per le sue opere.
Una caratteristica della vita di Mateiu Caragiale fu la ricerca delle sue nobili origini, per contrastare il suo status di figlio illegittimo. Secondo lo storico Lucian Nastasă, ciò si scontrava con la discrezione di suo padre in relazione ai suoi antenati greci: Ion Luca è noto per aver descritto le sue origini come incerte, anche se queste erano state ben documentate, e di aver successivamente affermato che qualsiasi nobile lignaggio in Romania si basava su genealogie spurie. All'inizio della sua giovinezza, Mateiu scherzosamente si riferì a se stesso come "principe Bassaraba-Apaffy", mescolando il titolo usato dai primi principi valacchi Basarabidi e dalla famiglia Apaffy della nobiltà ungherese. Le lettere che scrisse mentre era ancora uno studente mostrano che stava pensando a un matrimonio di convenienza come mezzo per aumentare la sua ricchezza e il suo status.
Tra il 1907 e il 1911, Caragiale studiò l'araldica rumena e, a questo scopo, lesse Familii boierești Române di Octav-George Lecca. Molti degli oggetti araldici che creò erano destinati al suo uso personale. Nel giugno del 1928, creò un'insegna verde e gialla per la famiglia Caragiale nella sua proprietà a Fundulea.
Altre eccentricità che Caragiale adottò includevano l'indossare un "abito principesco" disegnato da lui stesso, lo sviluppo di modelli di linguaggio insoliti, così come un noto amore per le decorazioni, onori ufficiali che cercò di ottenere in diverse occasioni, arrivando a ottenere la Legion d'onore. Il suo più grande rammarico a questo proposito era di non aver ricevuto l'Ordine della Rosa Bianca della Finlandia. Ion Vianu sostiene che, intimamente consapevole del fatto che le sue pretese genealogiche erano discutibili, lo scrittore cercò di compensare ciò trovando la sua strada in ambienti meritocratici.

## Carriera letteraria

### Stile letterario
A differenza del fratellastro Luca, Caragiale tendeva a stare lontano dai movimenti letterari della sua epoca, e pose i suoi riferimenti culturali nel relativo passato, ispirandosi ad autori romantici e simbolisti come Edgar Allan Poe, Auguste Villiers del'Isle-Adam, Jules Amédée Barbey d'Aurevilly, Charles Baudelaire e José María de Heredia. Tudor Vianu, nel notare la differenza di stile tra il realista Ion Luca e i suoi due figli, sottolineò che i tre condividevano, come tratti caratteristici, "La coltivazione di forme pienamente sviluppate, la visione dell'arte come un sistema chiuso resistente alle forze anarchiche della realtà".
George Călinescu, parlando dell'originalità di Mateiu Caragiale, vide in lui un "promotore (forse il primo) del balcanismo letterario, quel miscuglio di frasi oscene, impulsi lascivi, consapevolezza di una genealogia avventurosa e sfocata, tutto purificato e visto dall'alto da un'intelligenza superiore". In relazione alla letteratura rumena, credeva di aver scoperto un tratto comune negli scrittori "balcanici" originari per lo più della Valacchia, citando Mateiu Caragiale, lo scrittore Anton Pann, i poeti Tudor Arghezi, Ion Minulescu e Ion Barbu.
Tra le altre caratteristiche che distinguevano Caragiale dai suoi colleghi scrittori rumeni, c'era il suo vocabolario altamente creativo, in parte basato su arcaismi e parole che si utilizzano raramente nel linguaggio moderno rumeno, comprese quelle prese in prestito dal turco e dal greco, o anche dal romanì. In Craii de Curtea-Veche introdusse una vasta gamma di parole presenti negli usi colloquiali degli inizi del XX secolo, oltre ad avvalersi dell'abitudine, allora comune, di prendere in prestito intere frasi dal francese.
La maggior parte della prosa di Caragiale è interconnessa attraverso allusioni a se stesso e, occasionalmente, le opere si riferiscono l'una all'altra. Ion Vartic indica anche che La Comédie humaine di Balzac, in particolare Histoire des treize, che è noto per essere stato uno dei libri che Caragiale amava di più, influenzò la struttura generale delle sue storie.

### Romanzi

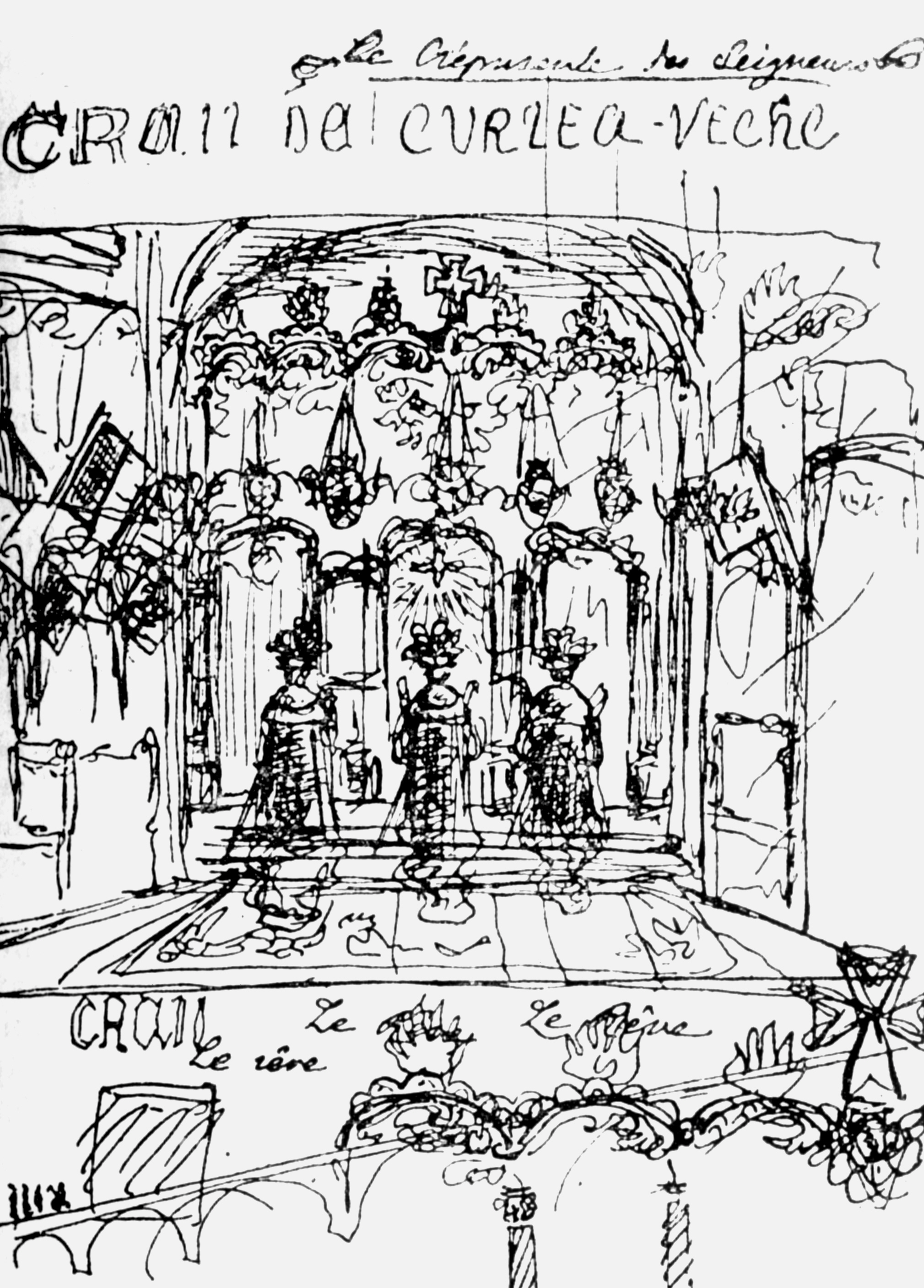
Illustrazione di Mateiu Caragiale per Craii de Curtea-Veche

Craii de Curtea-Veche, un racconto in prima persona, traccia e satirizza la società rumena nei primi decenni del XX secolo.
Diversi critici hanno sottolineato che, in Craii de Curtea-Veche, Caragiale ha usato personaggi e dialoghi per illustrare la propria visione del mondo e punti di riferimento storici. Tra i ricchi riferimenti culturali presenti nel romanzo, Șerban Cioculescu ha identificato vari ritratti, più o meno diretti, dei contemporanei di Caragiale, molti dei quali rimandano alla sua famiglia.

### Altri lavori

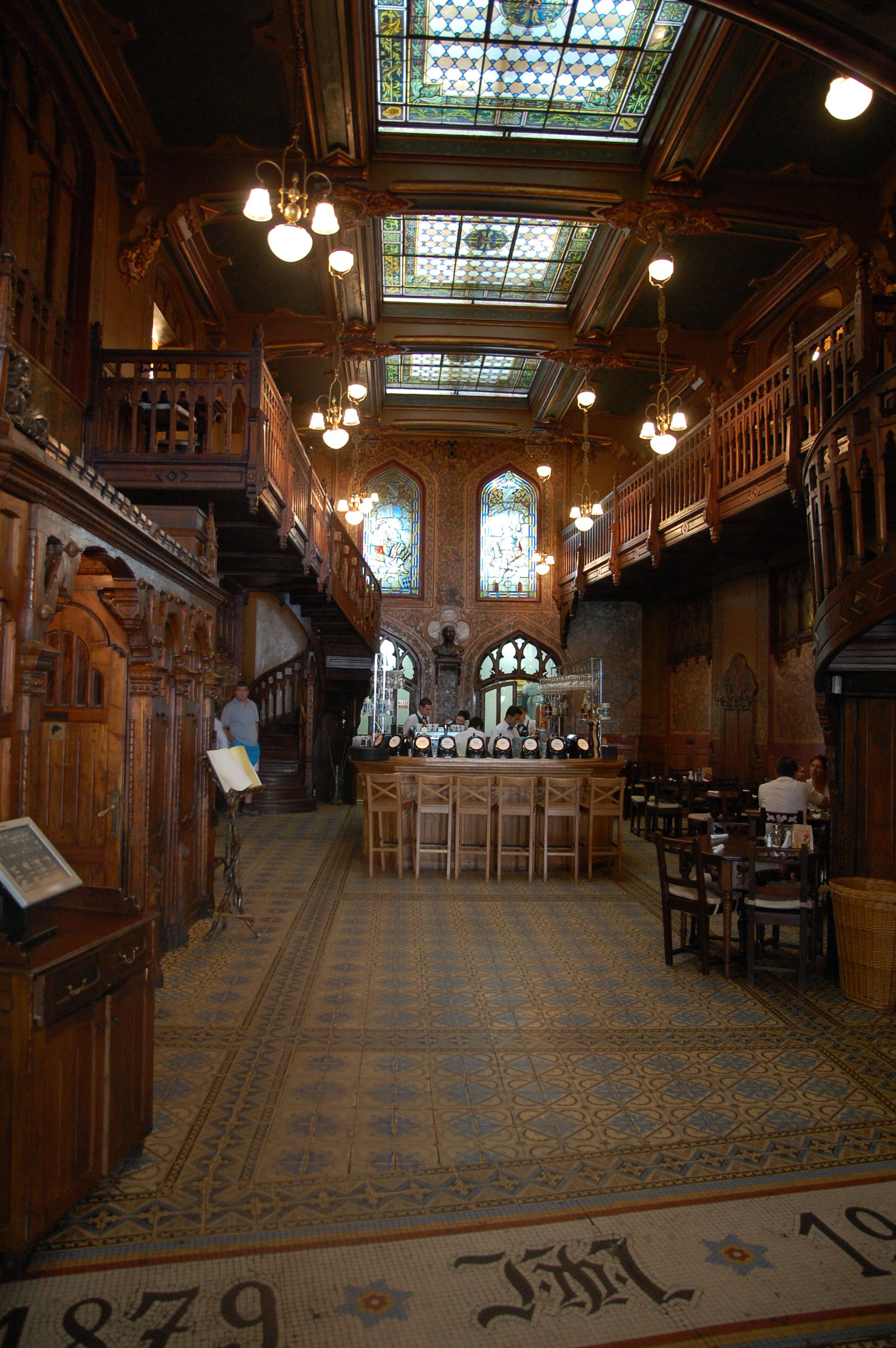
Il ristorante Caru' cu Bere, ambientazione di Sub pecetea tainei

Remember è una racconto ambientato a Berlino, che ritrae eventi drammatici nella vita del dandy Aubrey de Vere. Perpessicius sostiene che il protagonista era "preso, apparentemente, da un racconto di Oscar Wilde", mentre altri hanno notato un riferimento diretto allo scrittore del XIX secolo Aubrey de Vere, uno indiretto al poema Lenora di Edgar Allan Poe, o un parziale anagramma del nome Barbey d'Aurevilly. Probabilmente ambientato nel 1907, uno dei suoi tratti principali è la nostalgia dello scrittore verso la capitale tedesca, che serve a dare alla storia una qualità atmosferica piuttosto che narrativa.
Sub pecetea tainei di Caragiale è stato oggetto di dibattiti nella comunità letteraria. Un disaccordo si riferisce alla sua natura: alcuni lo vedono come una novella indipendente mentre altri, tra cui Alexandru George, lo vedono come un romanzo incompiuto. In questo contesto, una posizione singolare è stata tenuta da Ovid Crohmălniceanu, che credeva che Caragiale stesse realizzando un sequel di Craii de Curtea-Veche.
Sub pecetea tainei raccoglie i ricordi di Teodor "Rache" Ruse, un poliziotto in pensione. Punteggiato da omissioni volontarie, per le quali si utilizzano delle serie di ellissi, il testo è strutturato in resoconti di tre casi irrisolti: quello di una persona scomparsa, l'impiegato Gogu Nicolau; quella di un ministro epilettico che Ruse avrebbe dovuto sorvegliare e che, dopo essere scomparso e tornato, presenta le sue dimissioni e muore, lasciando il pubblico all'oscuro del suo destino; infine quella di una coppia viennese di truffatori e presunti assassini il cui arrivo a Bucarest rappresenta una minaccia per la vita della loro ospitante, Lena Ceptureanu. I racconti di Ruse, i cui riferimenti nel testo sembrano collocarsi nel 1930, fanno parte delle sue conversazioni con il narratore, che sono ambientate nel ristorante Caru' cu bere e nella casa del narratore a Bucarest.

### Poesia
Le poesie simboliste di Caragiale, tra cui una serie di sonetti, mostrano anche il suo profondo interesse per la storia. Pajere, che riuniva tutte le poesie che Caragiale aveva pubblicato in Viața Românească e Flacăra, è stata definita da Lovinescu come una serie di "quadri della nostra antica esistenza dai toni arcaici ", e da Ion Vianu come "una storia pittoresca della Valacchia".
Călinescu ha notato come, in molte delle sue poesie e in particolare nel poema Lauda cuceritorului, Mateiu Caragiale avesse infuso la sua ricerca di eredità aristocratiche.
In vari componimenti, il linguaggio poetico è caratterizzato dal pessimismo e, secondo Barbu Cioculescu e Ion Vianu, in ciò Caragiale è stato influenzato dal poeta Mihai Eminescu.

## Lascito

### Le prime decadi
Caragiale continuò a essere considerato uno scrittore importante durante i dieci anni successivi alla sua morte, e il suo lavoro passò attraverso nuove edizioni critiche. Pajere fu pubblicato nella primavera del 1936,  curato da Marica Caragiale-Sion e Alexandru Rosetti. Più tardi nel corso dell'anno, venne pubblicata da Rosetti Opere, una raccolta di opere caratterizzata da stampe realizzate da Caragiale in vari momenti della sua vita.
Il lavoro di Caragiale esercitò una certa influenza fin dall'inizio. Ion Barbu coniò i termini mateist e matein riferendosi, rispettivamente, ai sostenitori e alle cose collegate alla letteratura di Caragiale. Nel 1947, Ion Barbu scrisse il poema Protocol al unui Club, inteso come omaggio alla memoria del suo amico.

### Mateismsotto il regime comunista

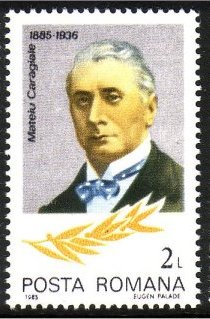
Mateiu Caragiale

Il mateism, cresciuto durante le ultime fasi del periodo interbellico, assunse l'aspetto di un fenomeno culturale sotterraneo durante il regime comunista. L'estetica di Caragiale contrastava con quella tipica del realismo socialista degli anni '50 del 900. Tuttavia, la morte del leader sovietico Iosif Stalin segnalò un cambiamento nei principi culturali e l'affiliato e scrittore del Partito comunista Petru Dumitriu scrisse a favore del recupero di presunte "sezioni realistiche" nelle opere di Mateiu Caragiale e Tudor Arghezi. Eugen Simion scrisse che, alla fine dello stesso decennio, gli studenti dell'Università di Bucarest investivano il loro tempo cercando di determinare l'esatta posizione delle case descritte in Craii de Curtea-Veche.
Con la relativa liberalizzazione degli anni '60, che seguì l'ascesa di Nicolae Ceaușescu come leader comunista, il lavoro di Caragiale godette di un'accoglienza più favorevole. A quel punto, il nazionalismo e il comunismo nazionale divennero gli standard del discorso ufficiale, e intellettuali come Edgar Papu furono autorizzati a reinterpretare la cultura rumena sulla base di principi nazionalisti: la teoria controversa di Papu, conosciuta come protocronismo, sosteneva che i rumeni fossero alla fonte di qualsiasi movimento innovativo nella cultura mondiale. Papu riteneva che Caragiale, da lui descritto come superiore a Flaubert, avesse anticipato le tecniche di scrittura di Giuseppe Tomasi di Lampedusa.
Indipendentemente da questo approccio, Mateiu Caragiale venne riscoperto da nuove generazioni di scrittori. Nel 1966, Viața Românească pubblicò În deal, pe Militari di Radu Albala, che era il capitolo finale di Sub pecetea tainei.
Durante le fasi finali del governo di Ceaușescu, quando la liberalizzazione venne frenata, gli scritti matein furono riscoperti e reclamati da Optzeciști, un gruppo di autori noti per aver tentato di eludere le linee guida culturali adottando la letteratura fantasy e d'avanguardia. Mircea Cărtărescu, esponente di spicco dell'Optzeciști e sostenitore del Postmodernismo, si riferì a Caragiale come uno dei suoi precursori.

### Il recupero del 1989
Caragiale venne completamente recuperato nei circoli culturali tradizionali dopo la rivoluzione rumena del 1989. In un sondaggio condotto all'inizio del 2001 tra 102 critici letterari rumeni dalla rivista letteraria Observator Cultural, Craii de Curtea-Veche venne scelto come "miglior romanzo rumeno del XX secolo". Caragiale e le sue opere in prosa sono stati i temi di un libro del 2003 di Matei Călinescu, intitolato Mateiu I. Caragiale: recitiri. Diverse altre monografie sono state dedicate a Caragiale, tra cui una recensione favorevole del suo lavoro scritta dal ricercatore letterario Ion Iovan nel 2002.
Nel 2001 gli scritti di Caragiale vennero ripubblicati, curati da Barbu Cioculescu, in un'unica edizione, mentre la sua copia di Familii boierești Române di Octav-George Lecca, con i suoi numerosi commenti e schizzi, è stata la base di una ristampa del 2002. Nel 2007, Remember venne pubblicato come audiolibro, letto dall'attore Marcel Iureș.